# Miltogramma tsharykulievi
Miltogramma tsharykulievi är en tvåvingeart som först beskrevs av Yu. G. Verves 1978.  Miltogramma tsharykulievi ingår i släktet Miltogramma och familjen köttflugor.
Artens utbredningsområde är Turkmenistan. Inga underarter finns listade i Catalogue of Life.